# Makeruh
Makeruh is een bestuurslaag in het regentschap Bengkalis van de provincie Riau, Indonesië. Makeruh telt 1306 inwoners (volkstelling 2010).